# Bramsløkke
Bramsløkke er en gammel hovedgård, som nævnes første gang i 1423. Gården ligger i Musse Sogn, Musse Herred, Maribo Amt, Nysted Kommune, efter 2007 Guldborgsund Kommune. Hovedbygningen er opført i 1700.
Bramsløkke Gods er på 242,4 hektar

## Ejere af Bramsløkke
- (1423-1449) Oluf Pedersen Godov
- (1449-1472) Henning van Hafn
- (1472-1493) Claus Reberg
- (1493-1500) Marine Clausdatter Reberg gift Mormand
- (1500-1520) Mogens Eriksen Mormand
- (1520-1545) Erik Mogensen Mormand / Claus Mogensen Mormand
- (1545-1603) Claus Mogensen Mormand
- (1603-1625) Anne Brok gift Mormand
- (1625) Brabra Clausdatter Mormand gift Steensen
- (1625-1647) Erik Steensen
- (1647-1649) Lisbeth Lunge gift Rosenkrantz
- (1649) Lisbeth Pallesdatter Rosenkrantz gift Rantzau
- (1649-1657) Frantz Rantzau
- (1657-1677) Johan Rantzau
- (1677-1700) Joachim Schack
- (1700-1704) Hans Schack
- (1700-1705) Joachim Schack
- (1705-1715) Niels Rosenkrantz Schack
- (1715-1719) Otto Schack
- (1719-1731) Niels Rosenkrantz Schack
- (1731-1734) Emerentia von Levetzow gift Raben
- (1734-1750) Christian Raben
- (1750-1791) Otto Ludvig Raben
- (1791-1838) Frederik Christian Raben
- (1838-1875) Gregers Frederik Raben
- (1875-1879) Julius Raben
- (1879-1889) Josias Raben-Levetzau
- (1889-1921) Frederik Christopher Otto Raben-Levetzau
- (1921-1927) Frederik Thye
- (1927-1939) Hans Carl Lundgreen
- (1939) Arnold Peter Møller
- (1939-1998) Arnold Mærsk Mc-Kinney Møller (søn)
- (1998-2009) Bramsløkke Landbrug A/S
- (2009- ) Leise Mærsk Mc-Kinney Møller (datter)

## Ekstern henvisning
- Wikimedia Commons har flere filer relateret til Bramsløkke
- Bramsløkke - fra Dansk Center for Herregårdsforskning Arkiveret 11. februar 2017 hos  Wayback Machine